# 圣弗朗西斯科·哈维尔大学
圣弗朗西斯科·哈维尔大学，是位於南美洲國家玻利维亚司法首都苏克雷的一所公立綜合性大學，建立於1624年，也是玻利维亚第一所公立大學:1308。